# Сольми, Сергей Васильевич
Серге́й Васи́льевич Со́льми (7 августа 1961, Владикавказ — 17 октября 2016, Москва) — российский художник, художник-ювелир, фотограф, сценарист, скульптор, музыкант, поэт; один из самых известных представителей движения хиппи в России. Организовывал и проводил выставки, в том числе был известен созданием фестиваля «Love Street». С 1987 года возглавлял неформальную арт-группу «Ирис».

## Биография
С 1995 по 1998 год работал главным художником газеты «Свет Любви» созданной вместе с Юрием Задориным. После чего Сергей был приглашён на должность главного художника в издательстве театра МХАТ им. А. П. Чехова для работы над подготовкой к столетию основания театра в 1998 году. В издательстве МХАТ работал вместе с Александром Трифоновым. На базе рисунков Сергея Сольми были сделаны многие афиши для МХТ и Музея МХАТ. Один из постеров Сергея, там где здание МХАТа в виде корабля бороздит море, вышел на обложке пилотного номера журнала «Наша улица» в 1999 году. В 2000 году Сергей ушёл из МХАТ и после двух месяцев работы в журнале Отель главным художником ушёл во фриланс. 
«Сергей был яркой личностью — символом хиппи движения в России, но при этом был натурой тонкой, ранимой, трудно встраиваемой в нормальные жизненные рамки. Сольми был человеком из космоса.» Александр Трифонов
В 2003 году участвовал в московском хиппи-фестивале «Игра в бисер» вместе с музыкальной группой «Вечный кайф» .
Похоронен на Троекуровском кладбище.

## Персональные выставки
- 1986 — Персональная выставка. Дом аспирантов МГУ, Москва.
- 1986—1994 гг. — представлял работы на фестивале «Love Street»
- 2008 — Персональная выставка. Галерея Гараж, Николина Гора, Москва.

## Фестиваль «Love Street»
| Дата                 | Место проведения                                         | Музыканты | Примечание |
| -------------------- | -------------------------------------------------------- | --- | --- |
| 1986 г.              | Дом аспиранта и стажёра МГУ                              | | Выставка закрыта КГБ на третий день. |
| 1986 г. (6 сентября) | ул. Старый Арбат                                         | | Уличная выставка разогнана милицией и КГБ |
| 1987 г. (июнь)       |                                                          | | Первый фестиваль «LoveStreet» и первая официально разрешённая выставка хиппи в СССР. Художники: Сольми с группой «Ирис», Сергей Пахомов, Алексей «Евграф» Беляев, Юрий «Правая Рука» Котенко, Владимир «Gluk» Беляев, Дмитрий Кретов, Никита Головин, Александр Иосифов, Борис Волчек |
| 1988 г. (май)        | Молодая гвардия (издательство)                           | Крематорий, Разбуди меня в полночь, Деревянное колесо, Яша Севастопольский | |
| 1990 г.              | Дворец культуры ЗИЛа                                     | | Закрыта на открытии из-за работ Артура Гличана. Открыта вновь благодаря Александру Кутикову |
| 1992 г.              | Милютинский сад                                          | Грин Кисс, Оптимальный Вариант, Вечный Кайф, Разбуди Меня В Полночь, Pacific Ocean, Олег Чилап | |
| 1993 г.              | Милютинский сад                                          | Манго Манго, Серый брат, Олег Чилап, Ольга Арефьева | Помощь в организации: Александр Гусев |
| 1994 г.              | ДК Военной академии бронетанковых войск; Милютинский сад | Бахыт Компот, Манго Манго, Оловянные Солдатики, Чиж & Co, Jazz Lobsters, Кегли Маугли, Ольга Арефьева, Cross Roads (Сергей Воронов), Барышня и Хулиган, До свидания мотоцикл, Прах Шакала, Вечный Кайф, Олег Чилап и др. | |
|                      |                                                          | | |

## Фильмография
- 1986 — «Стоит лишь тетиву натянуть» (19 мин., Режиссёр Надежда Хворова)
- 1992 — «Вся власть любви» (83 мин., студия «Золотая лента», 1990. Режиссёр Е. Головня)
- 1992 — «Orphans of Lenin. Orphans of Lennon» (57 мин., No Gloomy Faces Production, Режиссёр Susan Kalish)
- 1999 — «Никса» (16 мин., студия «Флореаль Синема» Режиссёр Геннадий Курлаев)
- 2012 — «Хиппи в СССР» (13 мин., мастерская Виталия Калинина, Режиссёр Екатерина Сопова)